# Pudu, Dakshina Kannada
Pudu là một thị trấn thống kê (census town) của quận Dakshina Kannada thuộc bang Karnataka, Ấn Độ.

## Nhân khẩu
Theo điều tra dân số năm 2001 của Ấn Độ, Pudu có dân số 12.409 người. Phái nam chiếm 50% tổng số dân và phái nữ chiếm 50%. Pudu có tỷ lệ 69% biết đọc biết viết, cao hơn tỷ lệ trung bình toàn quốc là 59,5%: tỷ lệ cho phái nam là 76%, và tỷ lệ cho phái nữ là 61%. Tại Pudu, 15% dân số nhỏ hơn 6 tuổi.